# Meterana asterope
Meterana asterope là một loài bướm đêm trong họ Noctuidae.